# کانوواناس، پورتوریکو
کانوواناس (به انگلیسی: Canóvanas) یک منطقهٔ مسکونی در ایالات متحده آمریکا است که در پورتوریکو واقع شده‌است.
 کانوواناس ۷۳٫۱۲ کیلومتر مربع مساحت و ۴۷٬۶۴۸ نفر جمعیت دارد.